# Историята на Ели
„Историята на Ели“ (на персийски: درباره الی) е ирански филм от 2009 година, драма на режисьора Асгар Фархади по негов собствен сценарий.
В центъра на сюжета са група млади семейства от средната класа, които отиват заедно на кратка почивка на брега на Каспийско море, но поканената от тях учителка на едно от децата внезапно изчезва. Главните роли се изпълняват от Голшифте Фарахани, Шахаб Хосейни, Таране Алидусти, Мани Хагиги.